# Палласовський район
Палла́совський район (рос. Палласовский район) — муніципальний район у Росії у складі Волгоградської області.

## Адміністративний поділ
Район поділяється на 1 міське та 14 сільських поселень, які об'єднують в собі 54 населених пункти (1 місто, 5 сіл, 24 селища та 24 хутора):
| Поселення                           | Площа, км² | Населення, осіб | Рік  | Центр          | Населені пункти |
| ----------------------------------- | ---------- | --------------- | ---- | -------------- | --------------- |
| Палласовське міське поселення       | 35,2       | 16510           | 2007 | Палласовка     | 1               |
| Венгеловське сільське поселення     | -          | 405             | 2007 | Венгеловка     | 1               |
| Гончарівське сільське поселення     | -          | 2297            | 2007 | Золотарі       | 7               |
| Ельтонське сільське поселення       | -          | 3722            | 2007 | Ельтон         | 10              |
| Заволзьке сільське поселення        | 448,5      | 3280            | 2007 | Заволзький     | 3               |
| Кайсацьке сільське поселення        | -          | 2198            | 2007 | Кайсацьке      | 6               |
| Калашниківське сільське поселення   | 294,6      | 2507            | 2007 | Новостройка    | 3               |
| Комсомольське сільське поселення    | -          | 1430            | 2007 | Комсомольський | 1               |
| Краснооктябрське сільське поселення | 410,0      | 2370            | 2007 | Красний Октябр | 3               |
| Лиманне сільське поселення          | -          | -               | -    | Лиманний       | 3               |
| Приозерне сільське поселення        | 178,5      | 797             | 2007 | Путь Ільїча    | 1               |
| Революціонне сільське поселення     | 169,1      | 1381            | 2007 | Прудентов      | 3               |
| Ромашківське сільське поселення     | 398,4      | 1613            | 2007 | Ромашки        | 3               |
| Савинське сільське поселення        | 695,7      | 4423            | 2007 | Савинка        | 7               |
| Степнівське сільське поселення      | 258,7      | 1363            | 2007 | Вишневка       | 1               |

| Волгоградська область | Це незавершена стаття про Волгоградську область. Ви можете допомогти проєкту, виправивши або дописавши її. |